# Teucriòidies
Teucrioideae és una subfamília d'angiospermes que pertany a la família de les lamiàcies. Aquesta subfamília està dividida en quatre gèneres:
- Amethystea
- Rubiteucris
- Teucrium
- Trichostema